# Le Croisic
 Le Croisic  es una población y comuna francesa, situada en la región de Países del Loira, departamento de Loira Atlántico, en el distrito de Saint-Nazaire y cantón de Le Croisic.

## Demografía
| 4017 | 4102 | 4243 | 4313 | 4428 | 4278 |
| Para los censos de 1962 a 1999 la población legal corresponde a la población sin duplicidades (Fuente: INSEE [Consultar]) |      |      |      |      |      |